# 1764 en santé et médecine
| Années de la santé et de la médecine : 1761 - 1762 - 1763 - 1764 - 1765 - 1766 - 1767    |
| Décennies de la santé et de la médecine : 1730 - 1740 - 1750 - 1760 - 1770 - 1780 - 1790 |

Cet article présente les faits marquants de l'année 1764 en santé et médecine.

## Évènements
- 15 avril : madame de Pompadour meurt de la tuberculose[réf. nécessaire] à Versailles, à l'âge de quarante-deux ans.

Cette année-là
- Michele Sarcone (it), médecin et librettiste (de Mozart entre autres), compile tous les évènements sanitaires de la ville de Naples. Le résultat de son travail, Istoria ragionata de' mali osservati in Napoli nell'intero corso dell'anno 1764[1], paraîtra l'année suivante.

## Publication
- Publication posthume des Tables anatomiques de Johann Adam Kulmus[2].

## Naissances
- 26 mars : Joseph Audin-Rouvière (mort en 1832), médecin français; il vendait une panacée.
- 3 avril : John Abernethy (mort en 1831), chirurgien anglais.
- 4 mai : Joseph Carpue (en) (mort en 1846), chirurgien anglais qui introduira en Occident une vieille technique indienne de rhinoplastie.

Date indéterminée
- Maria Medina Coeli (morte en 1846), médecin italien.
- François-Emmanuel Fodéré (mort en 1835), médecin et botaniste, pionnier de la médecine légale.

## Décès
Date indéterminée
- José Quer y Martínez (es) (né en 1695), médecin et botaniste espagnol.